# Комар (Чувашия)
Кома́р (чув. Комар) — посёлок в Шумерлинском районе Чувашской Республики. С 2021 года Входит в Шумерлинский муниципальный округ, ранее в Магаринское сельское поселение.

## География
посёлок находится на административной границе с Красночетайским районом, на правобережье р. Кумажана.
улица одна — Прудовая
Географическое положение
Расстояние до Чебоксар 127 км, до райцентра 25 км, до ж.-д. станции 25 км.
Ближайшие населенные пункты
- пос. Полярная Звезда ~ 985 м
- д. Егоркино ~ 1 км 293 м
- пос. Покровское ~ 1 км 885 м
- д. Верхний Магарин ~ 2 км 504 м
- пос. Триер ~ 2 км 714 м
- д. Нижний Магарин ~ 3 км 228 м

## Название
Первым был). Сперва жители деревню назвали Красной Матвеевкой, по имени первопоселенца Херле Матвея (Илларионов Матвей). Но сам Матвей был против. В 1933 году на сельском сходе деревню переименовали на Комар, «так как в этих местах было очень много комаров».

## История
Возникла в 1928 как сельскохозяйственная артель. В 1928 образован колхоз «Полярная звезда», вместе с д. Егоркино и пос. Покровское.
административно-территориальное деление
- 1928—1935 — в составе Красночетайского района
- 1935—1965, с 1966 — в составе Шумерлинского района
- 1965—1966 — в составе Шумерлинского горсовета

Законом Чувашской Республики от 14.05.2021 № 31 к 24 мая 2021 году Магаринское сельское поселение было упразднено и Комар (Чувашия) вошёл в состав Шумерлинского муниципального округа.

## Население
| 2010 | 2012 |
| ---- | ---- |
| 33   | ↗35  |

Национальный состав
чуваши
Историческая численность населения и гендерный состав
Число дворов и жителей: в 1939 — 55 мужчин, 68 женщин; 1979 — 35 мужчин, 39 женщин; 2002 — 17 дворов, 35 человек: 15 мужчин, 20 женщин; 2010 — 16 частных домохозяйств, 33 жителя: 17 мужчин, 16 женщин.

## Инфраструктура
Жители занимались земледелием, местными промыслами.

## Транспорт
Развит автомобильный транспорт. Выезд к республиканской автодороге P231 «Сура».
Остановка общественного транспорта «Комар».